# Jerevan
Jerevan (arménsky Երևան  [jɛɾɛˈvɑn]) je hlavní město Arménie. Nachází se 12 km od hranice s Tureckem. Má přibližně 1,11 milionu obyvatel.

## Historie
Město bylo vybudováno na místě, kde se od roku 783 př. n. l. nachází pevnost Erebuni. Díky strategické pozici se zde setkávaly staré obchodní cesty z Ruska a Anatolie do Persie. Hlavní růst města začal na začátku 20. století. Pod sovětskou nadvládou byla vybudována univerzita, školy, akademie věd, divadlo, hudební síně a muzea.

## Průmysl
Průmysl města je založen hlavně na chemickém průmyslu, strojírenství, výrobě syntetického kaučuku, pneumatik, mědi, hliníku, elektrického zařízení, hodin, potravin, ale i vína či pálenky.
Sídlil zde jediný arménský výrobce automobilů – Jerevanský automobilový závod.

## Pamětihodnosti a turistické zajímavosti

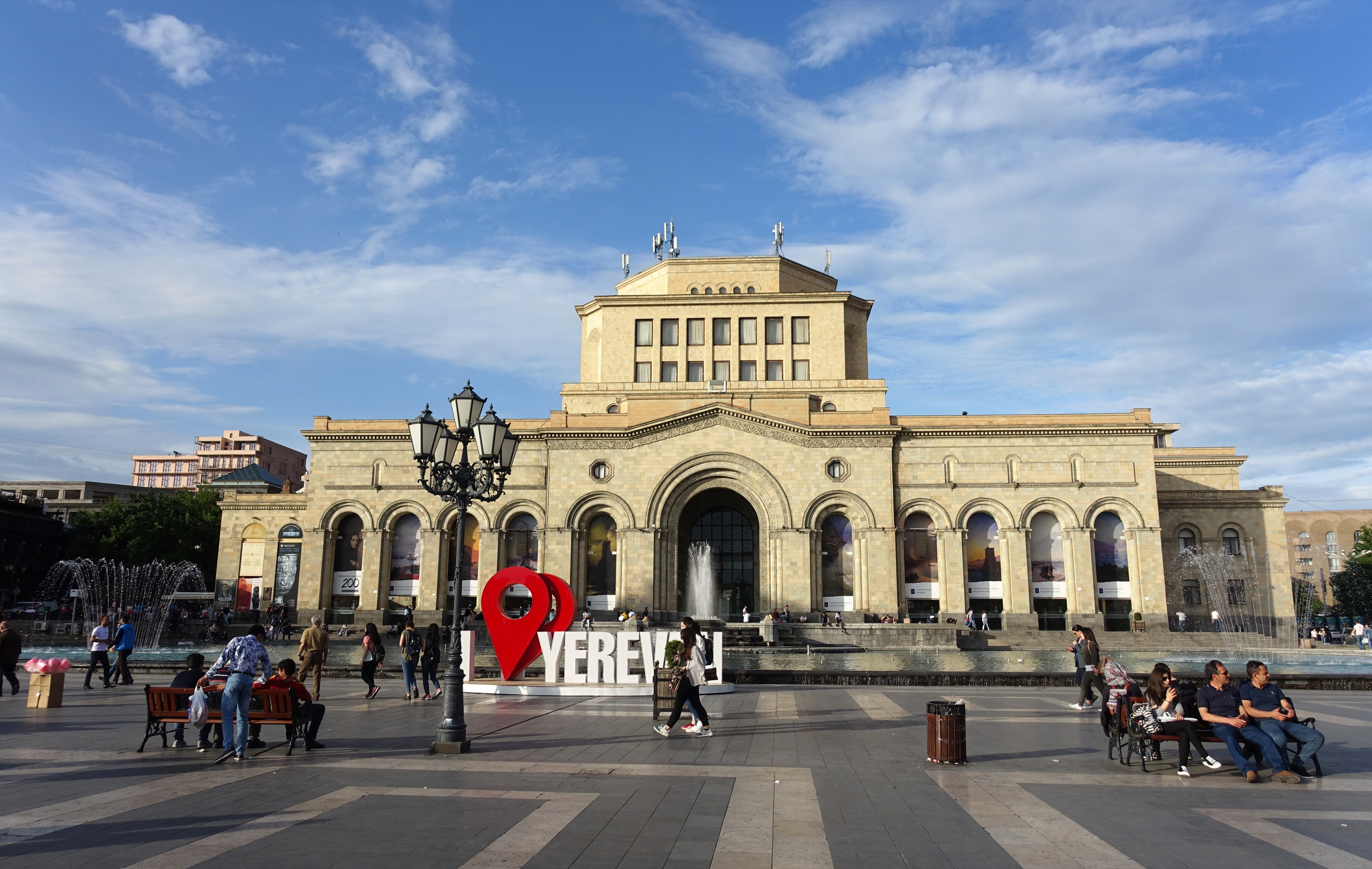
Muzeum arménské historie na Náměstí Republiky
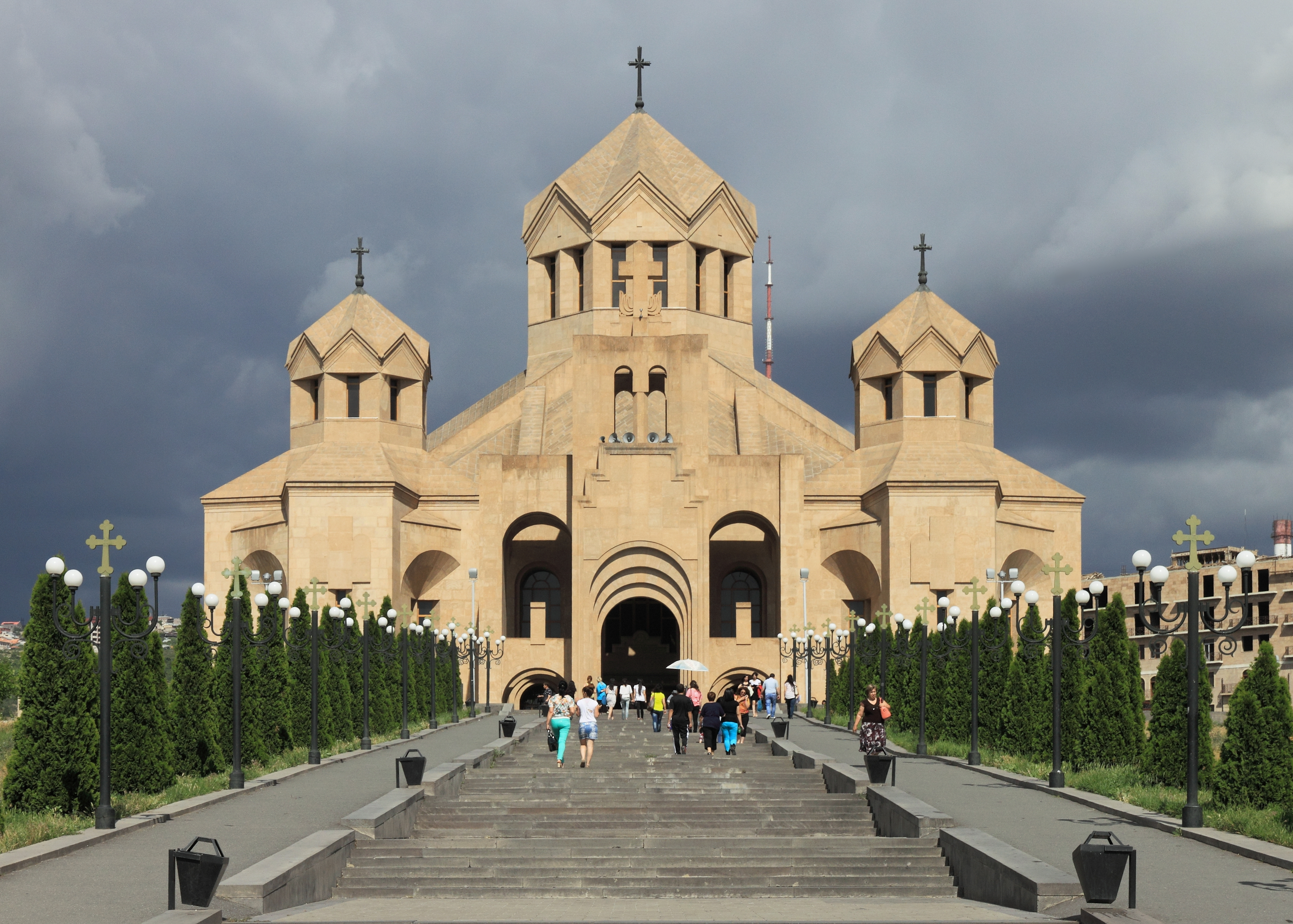
Katedrála sv. Řehoře Osvětitele
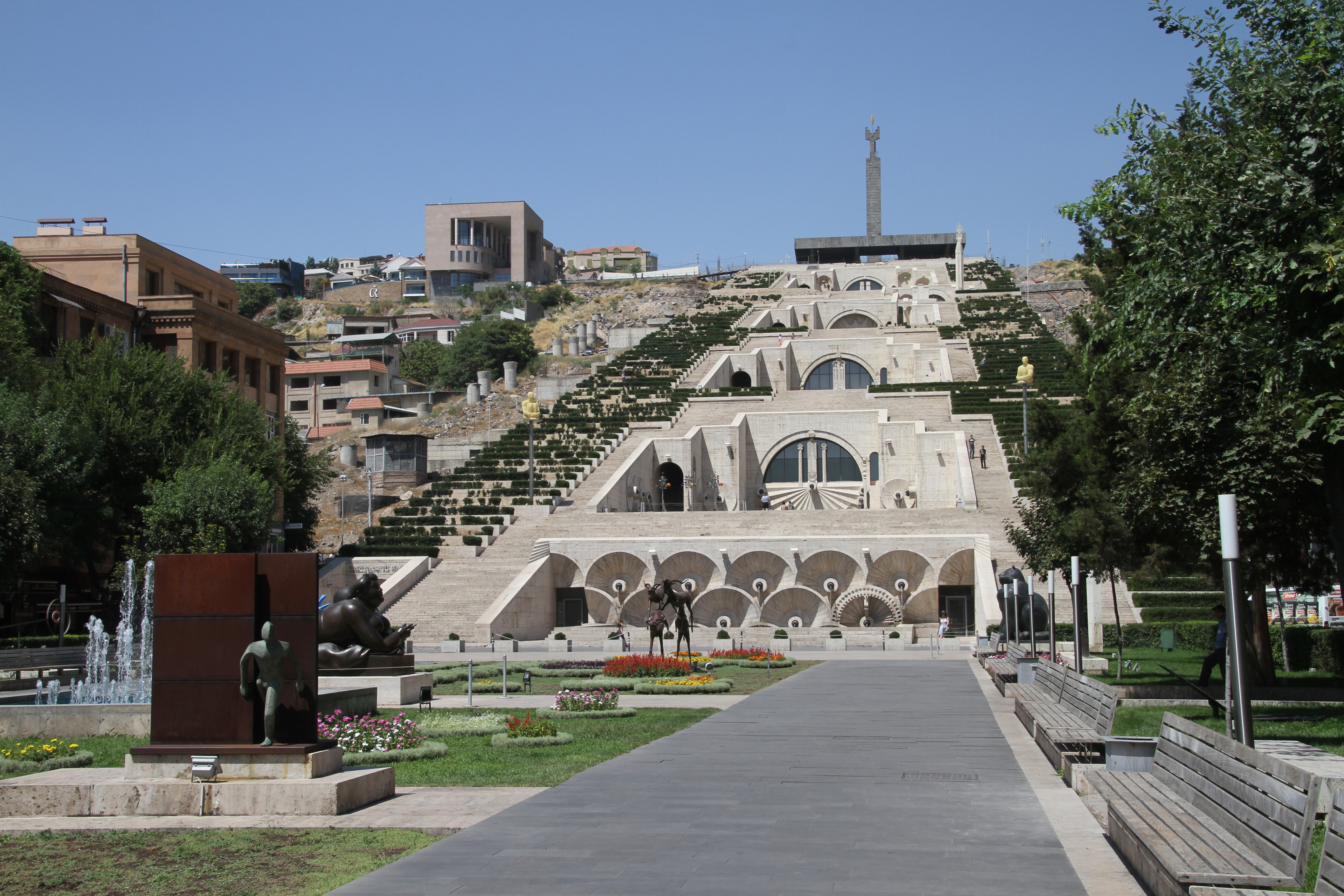
Jerevanská kaskáda hostí muzeum umění
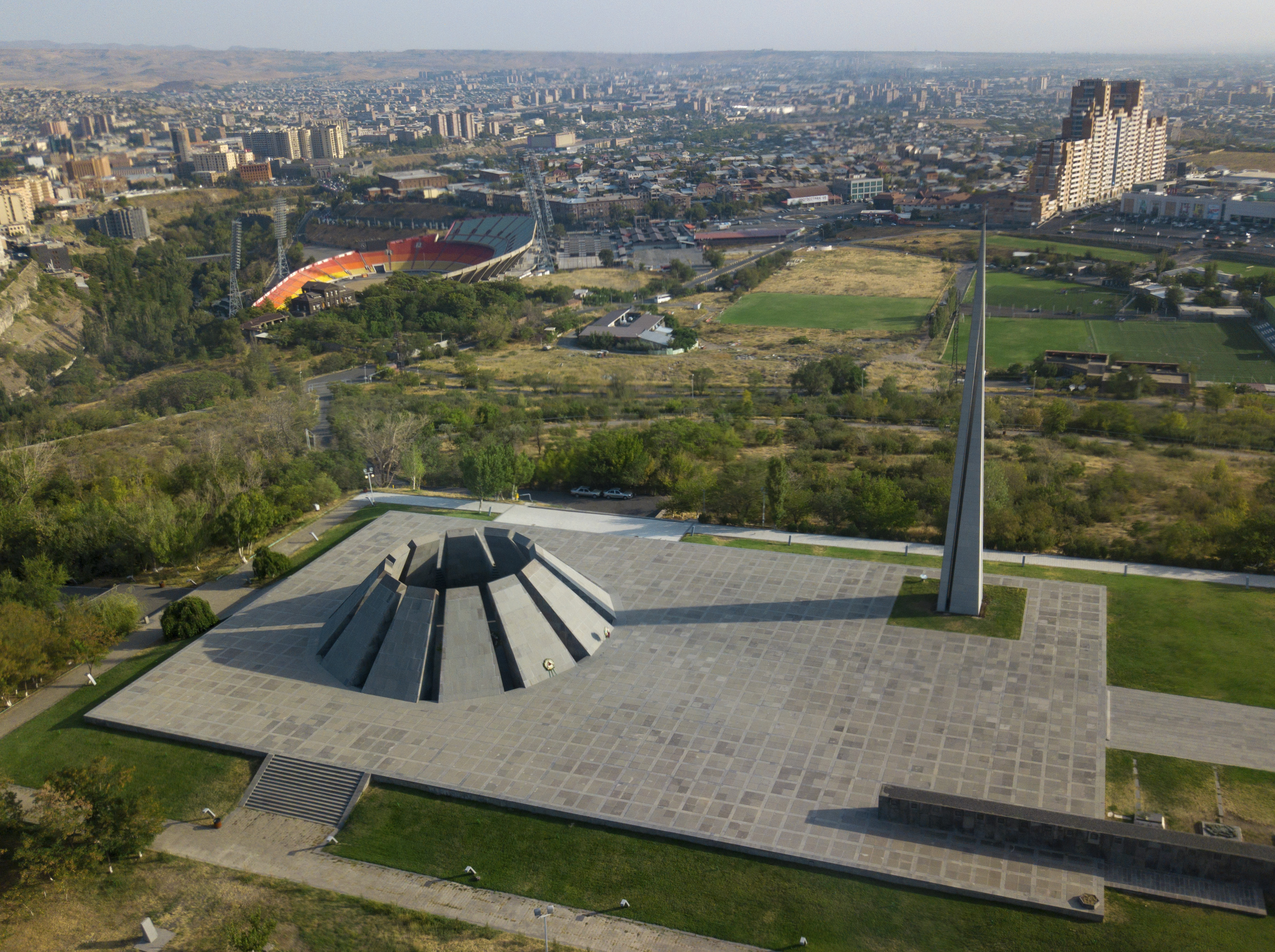
Památník arménské genocidy na kopci Tsitsernakaberd
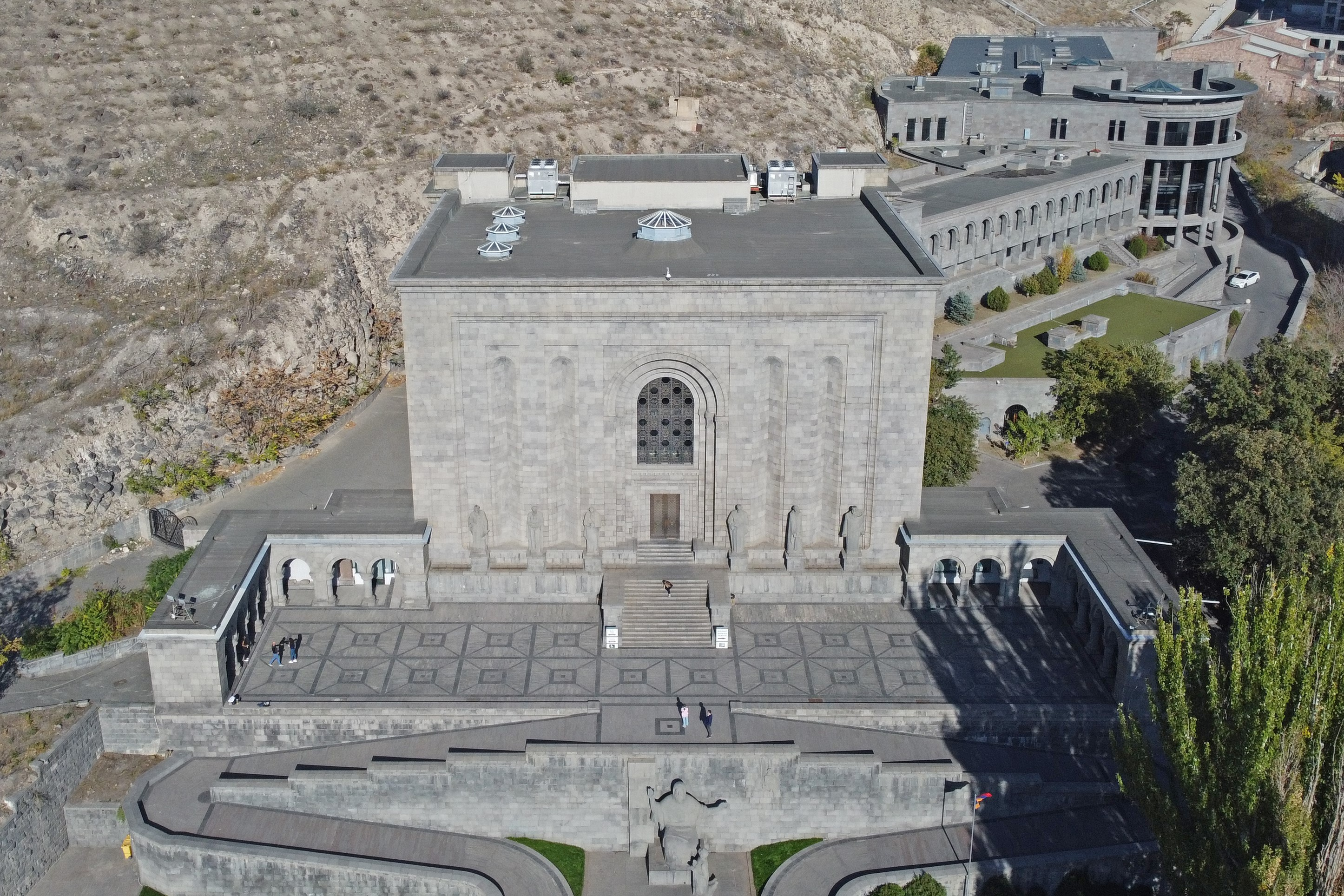
Muzeum rukopisů a výzkumný ústav Matenadaran
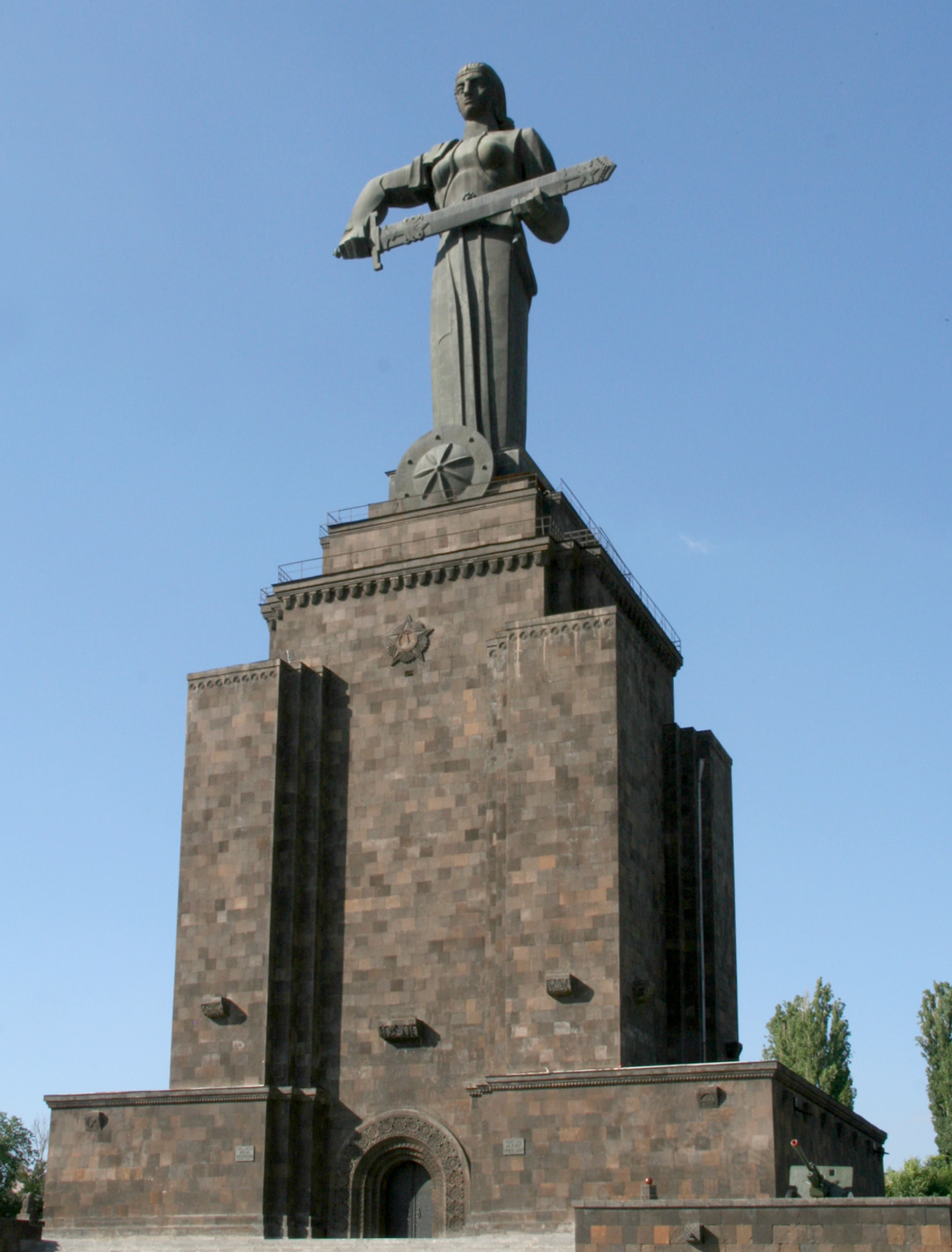
Socha Matka Arménie
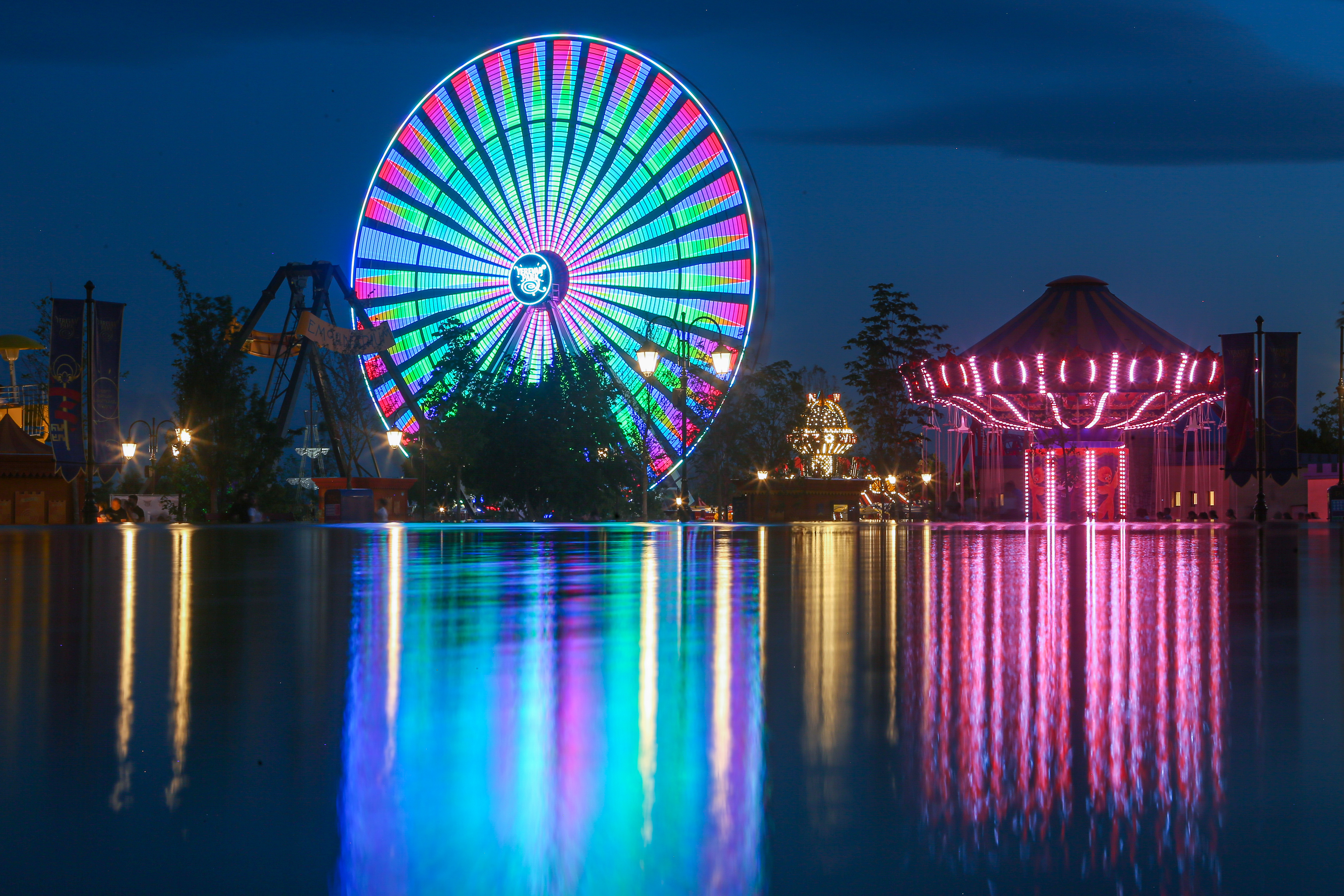
Jerevanský lunapark
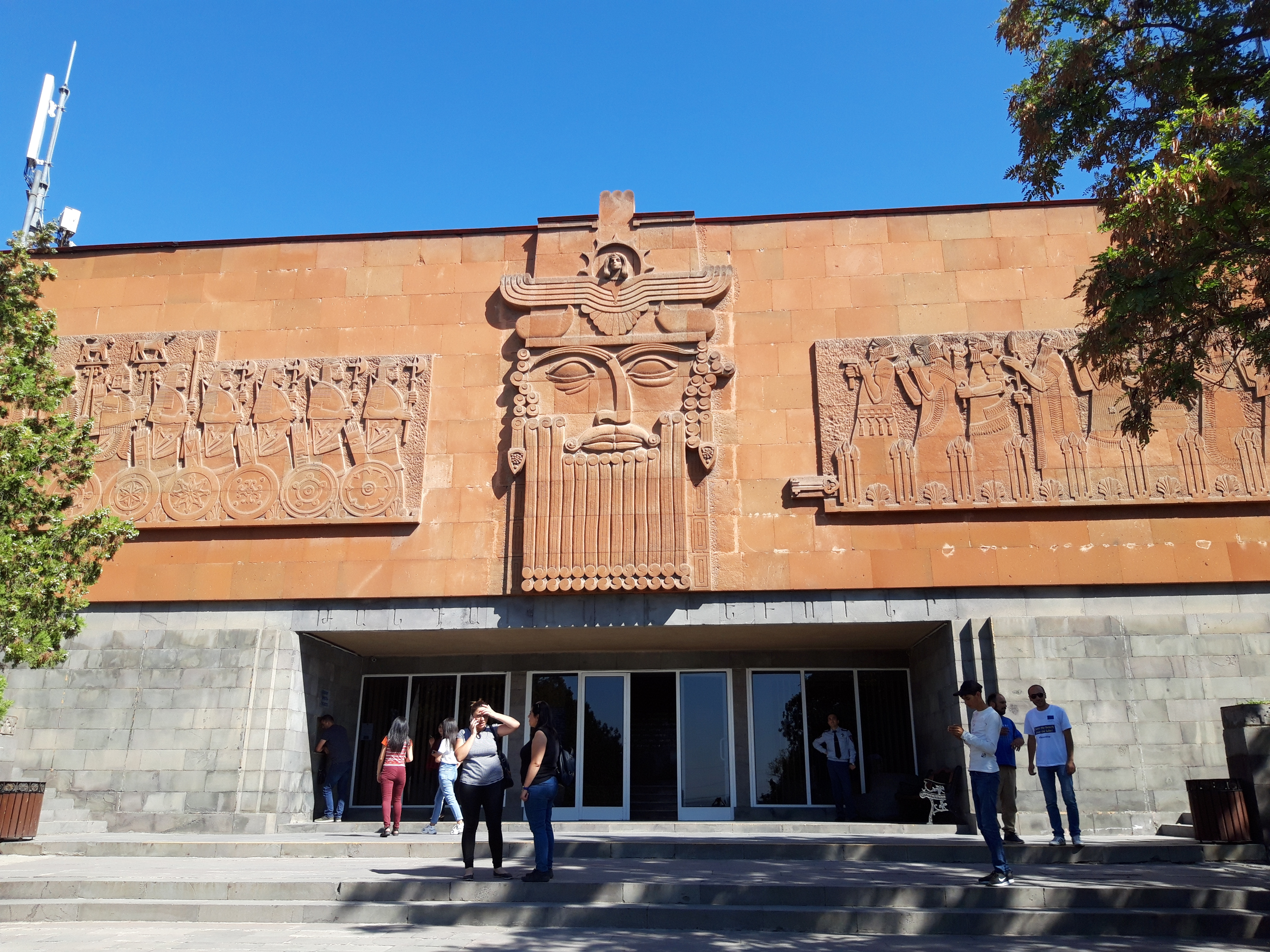
Archeologické muzeum Erebuni u bývalé starověké pevnosti

## Doprava
Mezinárodní letiště Zvarthnoc se nachází na západě Jerevanu. Městskou hromadnou dopravu ve městě obstarávají autobusy, trolejbusy, maršrutky a jedna linka jerevanského metra.

## Školy
- Eurasia International University
- Jerevanská státní univerzita

## Sport
Ve městě sídlí fotbalové kluby FC Ararat Jerevan, FC Pjunik Jerevan, Alaškert Jerevan FC a FC Urartu.

## Osobnosti
- Chačatur Abovjan (1809–1848), arménský spisovatel a národní buditel[2]
- Andranik Markarjan (1951–2007), arménský politik, ministerský předseda Arménie[3]
- Gevorg Avetisjan (* 1959), arménský podnikatel působící v Česku, výrobce dortu Marlenka
- Shavo Odadjian (* 1974), arménsko-americký baskytarista, člen metalové skupiny System of a Down[4]
- Anna Čičerovová (* 1982), ruská atletka, skokanka do výšky, mistryně světa, zlatá medailistka z LOH 2012[5]
- Aram Mp3 (* 1984), arménský zpěvák[6]
- Sirusho (* 1987), arménská popová zpěvačka[7]
- Henrich Mchitarjan (* 1989), arménský profesionální fotbalista[8]

## Partnerská města
- Ammán, Jordánsko
- Antananarivo, Madagaskar
- Bejrút, Libanon
- Benátky, Itálie
- Bratislava, Slovensko
- Buenos Aires, Argentina
- Cambridge, USA
- Carrara, Itálie
- Damašek, Sýrie
- Isfahán, Írán
- Kaliningrad, Rusko
- Kišiněv, Moldavsko
- Los Angeles, USA
- Marseille, Francie
- Montréal, Kanada
- Nice, Francie
- Novosibirsk, Rusko
- Oděsa, Ukrajina
- Riga, Lotyšsko
- Rostov na Donu, Rusko
- São Paulo, Brazílie
- Stavropol, Rusko
- Tbilisi, Gruzie
- Volgograd, Rusko